# Raúl Llanes
Raúl Llanes Toro (Nuevo León, México, 26 de febrero de 1973) es un exfutbolista mexicano; su posición era defensa central.

## Trayectoria
Su primer club profesional fue Tigrillos de la UANL de primera a hasta que subió al primer equipo y debutó en la 91-92.
Lo mismo puede desempeñarse como volante de contención que como defensa central. Su carrera no ha sido muy destacada ni en Atlético Celaya ni en  Tecos de la UAG y espera que en Celaya las cosas le marchen mejor que en todo lo anterior.
Jugó el clausura 2003 con Colibríes de Morelos luego de que descendiera militó el resto de su carrera en la división de ascenso y no volvió a jugar en primera.

## Clubes
| Club                  | País   | Año       |
| --------------------- | ------ | --------- |
| Tigres UANL           | México | 1991-1994 |
| Tigrillos de la UANL  | México | 1995-1998 |
| Tigres UANL           | México | 1998-2000 |
| Tecos de la UAG       | México | 2000      |
| Atlético Celaya       | México | 2001-2002 |
| Colibríes de Morelos  | México | 2003      |
| Club de Fútbol Cobras | México | 2004      |